# Rallye d'Australie 2018
Le Rallye d'Australie 2018 est le 13e rallye du Championnat du monde des rallyes 2018 et la 27e édition de l’épreuve. Il se déroule sur 24 épreuves spéciales. Il est remporté par le duo finlandais Jari-Matti Latvala et Miikka Anttila après avoir pris la tête de l'épreuve lors de la dernière journée. À l'issue du rallye, la paire française Sébastien Ogier et Julien Ingrassia est sacrée championne du monde pour la sixième fois consécutive.

## Engagés
| Engagés WRC         |                             |                    |                        |                        |   |
| 1                   | M-Sport Ford WRT            | Sébastien Ogier    | Julien Ingrassia       | Ford Fiesta WRC        | M |
| 2                   | M-Sport Ford WRT            | Elfyn Evans        | Daniel Barritt         | Ford Fiesta WRC        | M |
| 3                   | M-Sport Ford WRT            | Teemu Suninen      | Mikko Markkula         | Ford Fiesta WRC        | M |
| 4                   | Hyundai Shell Mobis WRT     | Andreas Mikkelsen  | Anders Jæger-Synnevaag | Hyundai i20 Coupe WRC  | M |
| 5                   | Hyundai Shell Mobis WRT     | Thierry Neuville   | Nicolas Gilsoul        | Hyundai i20 Coupe WRC  | M |
| 6                   | Hyundai Shell Mobis WRT     | Hayden Paddon      | Sebastian Marshall     | Hyundai i20 Coupe WRC  | M |
| 7                   | Toyota Gazoo Racing WRT     | Jari-Matti Latvala | Miikka Anttila         | Toyota Yaris WRC       | M |
| 8                   | Toyota Gazoo Racing WRT     | Ott Tänak          | Martin Järveoja        | Toyota Yaris WRC       | M |
| 9                   | Toyota Gazoo Racing WRT     | Esapekka Lappi     | Janne Ferm             | Toyota Yaris WRC       | M |
| 10                  | Citroën Total Abu Dhabi WRT | Mads Østberg       | Torstein Eriksen       | Citroën C3 WRC         | M |
| 11                  | Citroën Total Abu Dhabi WRT | Craig Breen        | Scott Martin           | Citroën C3 WRC         | M |
| Engagés WRC-2       |                             |                    |                        |                        |   |
| 31                  | Pedro Heller                | Pedro Heller       | Pablo Olmos            | Ford Fiesta R5         | M |
| 32                  | Motorsport Italia           | Armin Kremer       | Pirmin Winklhofer      | Škoda Fabia R5 (en)    | P |
| 33                  | M-Sport Ford WRT            | Alberto Heller     | José Díaz              | Ford Fiesta R5         | M |
| 34                  | Gianluca Linari             | Gianluca Linari    | Pietro Elia Ometto     | Subaru Impreza WRX STi | P |
| Engagés WRC-3       |                             |                    |                        |                        |   |
| 61                  | Enrico Brazzoli             | Enrico Brazzoli    | Luca Beltrame          | Citroën DS3 R3         | P |
| 62                  | Louise Cook                 | Louise Cook        | Stefan Davis           | Citroën DS3 R3         | M |
| Autre engagé majeur |                             |                    |                        |                        |   |
| 21                  | M-Sport Ford WRT            | Jourdan Serderidis | Frédéric Miclotte      | Ford Fiesta WRC        | M |
| Source :            |                             |                    |                        |                        |   |

## Déroulement de l’épreuve

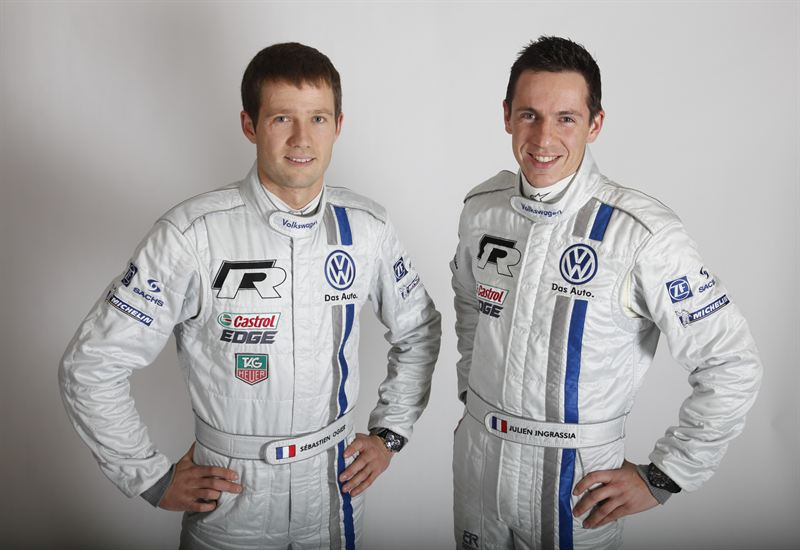
Sébastien Ogier et Julien Ingrassia, ici en 2011, sont sacrés champions du monde pour la sixième fois consécutives à l'issue du rallye.

Le rallye, qui propose un parcours largement revu par rapport à l'année dernière, est l'épilogue d'une saison 2018 très disputée. En effet, seuls trois points séparent Sébastien Ogier (Ford) de Thierry Neuville (Hyundai), et avec Ott Tänak (Toyota), ils sont en lice pour le titre de champion du monde des pilotes, tout comme leurs constructeurs respectifs pour le championnat constructeurs. 
Le rallye débute le vendredi avec au programme deux boucles identiques de trois spéciales disputées l'une le matin et l'autre l’après-midi puis deux super-spéciales. Craig Breen perd d'entrée du temps après avoir heurté un kangourou, tandis que les pilotes Toyota emmenés par Esapekka Lappi sont à la fête en réalisant un triplé. Jari-Matti Latvala s'impose d'ailleurs dans l'ES2, mais c'est le pilote Citroën Mads Østberg qui signe le scratch de la dernière spéciale de la matinée. Cette dernière est marquée par le passage dans un fossé de Tänak mais surtout par la mésaventure connue par Andreas Mikkelsen. En effet, le pilote norvégien a été déconcentré par la présence d'un tracteur dans la spéciale et est sorti de la piste en suivant, le contraignant à se retirer. C'est un coup dur pour Hyundai en vue du titre constructeur. Ainsi, à la pause, Østberg mène, devançant Lappi de 5 s 4 et Latvala de 5 s 8. Ogier et Neuville, contraints par leur position de balayer, sont relégués respectivement à 27 s 6 et Latvala de 19 s 2, soient les 10e et 9e places.
L'après-midi commence avec l'ES4 que Tänak remporte. Les écarts y sont plus faibles que durant la matinée, scénario qui se reproduit dans l'ES5, sauf pour les Toyota, la faute à un gué où Tänak a arraché son pare-chocs avant et où son coéquipier Lappi a connu des coupures moteur. En revanche, Neuville y performe en signant le meilleur chrono. Mais la spéciale suivante est beaucoup moins favorable au belge. En effet, il manque d'abord de partir en tonneaux par l'avant sur une bosse, puis il déjante à l'arrière gauche à la suite d'une mauvaise réception de saut. Logiquement en difficulté ensuite, il concède 54 s 4 sur le vainqueur Breen. Il se retrouve ainsi 10e, position néfaste pour lui car elle l'oblige à ouvrir la route durant toute la journée de samedi. De plus, M-Sport, qui mise tout sur le championnat pilotes, fait ralentir les coéquipiers d'Ogier (Elfyn Evans et Teemu Suninen) de manière qu'ils soient derrière le Français au classement. Ainsi, à la fin de la journée, Ogier est 7e à 38 s 2 d'Østberg toujours leader alors que Neuville est 10e à 33 s 7 du français. Le podium provisoire est complété par Breen et Latvala, respectivement à 6 s 8 et 8 s 7 du norvégien.
La journée de samedi est la plus chargée du rallye avec au programme dix spéciale et 133 km de course répartis en deux boucles identiques de quatre spéciales (dont une super-spécial) plus deux super-spéciales. Hayden Paddon est le plus rapide dans la première spéciale, mais l'homme fort de la matinée se révèle être Ott Tänak, l'estonien s'adjugeant les trois spéciales suivantes. Østberg est en revanche en difficulté, la faute à son choix de pneu, si bien qu'il perd le commandement lors de l'ES11 au profit de Latvala qui reste mieux positionné que Tänak. Cette spéciale voit d'ailleurs Neuville et Breen heurter tous les deux un talus et perdre du temps, surtout pour l'irlandais qui a endommagé sa suspension arrière-gauche et qui égare plus d'1 min dans l’affaire. Ainsi, à la mi-journée, Latvala est en tête, 3 s 2 devant Tänak et 8 s 0 devant Østberg. Le pépin de Breen fait que Ogier est 6e mais il est à plus d'1 min de son rival Tänak.
La boucle de l'après-midi réserve le même schéma de course avec Paddon qui re-signe d'entrée le scratch puis avec Tänak qui remporte trois spéciales. Son coéquipier Lappi parvient à en glaner une. Surtout, l'estonien s'empare de la première place dans l'ES14 au détriment de Latvala. Ogier et Neuville continuent eux à perdre du temps lors de chaque spéciale, à l'exception de la dernière de la journée remportée par le belge. Cela est dû à l'apparition de la pluie durant cette super-spéciale, qui a fortement nui à Latvala qui a concédé plus de 10 s à Tänak en 2,54 km. Le finlandais reste tout de même 2e derrière Tänak mais accuse désormais 21 s 9 de retard. Østberg, toujours en difficulté, est maintenant 4e, la 3e place revenant à Paddon. Ogier est 6e à plus d'1 min 30 s, mais possède plus d'1 min d'avance sur Neuville 8e. Dans cette position, le gapençais serait titré quels que soient les résultats de ses rivaux dans la Power stage, mais la 1re place de Tänak ne l'autorise à aucun relâchement. La fin du rallye s'annonce décisive et haletante.
L'ultime journée du rallye propose deux boucles de trois spéciales dont la Power stage soit six spéciales. Surtout, les averses nocturnes ont rendu les spéciales boueuses et donc piégeuses. Latvala remporte la première spéciale avec plus de 5 s d'avance sur la concurrence et revient à 12 s 6 de Tänak. Mais dans la spéciale suivante remportée par Paddon, Breen et surtout Tänak sortent de la route dans un virage serré à gauche. L'estonien endommage ainsi sa Yaris à l’avant-droit et perd une vingtaine de seconde, rendant ainsi pour 5 s 0 le commandement à Latvala. La spéciale suivante remportée par Lappi offre moins de péripéties. Mais ce ne sera pas le cas pour les suivantes. En effet, dans l'ES22, Thierry Neuville part à la faute et heurte un arbre, finissant avec une roue arrachée. Le pilote belge repart mais s'arrête un peu après. S'en est fini des espoirs de titre pour lui. Désormais, seul Tänak peut empêcher le sacre d'Ogier. Or, l'estonien part lui aussi à la faute dans un virage à gauche en descente de l'ES23 et ne peut repartir ! Sébastien Ogier et Julien Ingrassia sont dès lors champions du monde pour la sixième fois consécutive ! C'est la quinzième fois de suite qu'un pilote français est titré et ce grâce aux 9 titres de Sébastien Loeb et aux 6 de Sébastien Ogier. Quant à Latvala, qui vient de signer les deux scratchs, il n'a plus de concurrence pour la victoire et s'adjuge son unique rallye de la saison à l'issue d'une dernière spéciale remportée par Ogier. C'est aussi la 5e victoire pour Toyota, et surtout, le constructeur nippon est sacré champion du monde des constructeurs. À noter que Paddon et Østberg complètent le podium, et que la catégorie WRC-2 a été dominée de bout en bout par Alberto Heller. Enfin, seuls 15 équipages ont terminé ce rallye, dont aucun de la catégorie WRC-3.

## Résultats

### Classement final
| Position                                   | Position | No. | Pilote             | Copilote           | Équipe                      | Voiture                | Temps             | Diff.          | Points | Points |
| Pos.                                       | Cla.     | No. | Pilote             | Copilote           | Équipe                      | Voiture                | Temps             | Diff.          | Gén.   | SS.    |
| ------------------------------------------ | -------- | --- | ------------------ | ------------------ | --------------------------- | ---------------------- | ----------------- | -------------- | ------ | ------ |
| Classement général                         |          |     |                    |                    |                             |                        |                   |                |        |        |
| 1                                          | 1        | 7   | Jari-Matti Latvala | Miikka Anttila     | Toyota Gazoo Racing WRT     | Toyota Yaris WRC       | 2 h 59 min 52 s 0 | 0 s 0          | 25     | 1      |
| 2                                          | 2        | 6   | Hayden Paddon      | Sebastian Marshall | Hyundai Shell Mobis WRT     | Hyundai i20 Coupe WRC  | 3 h 00 min 24 s 5 | +32 s 5        | 18     | 0      |
| 3                                          | 3        | 10  | Mads Østberg       | Torstein Eriksen   | Citroën Total Abu Dhabi WRT | Citroën C3 WRC         | 3 h 00 min 44 s 2 | +52 s 2        | 15     | 3      |
| 4                                          | 4        | 9   | Esapekka Lappi     | Janne Ferm         | Toyota Gazoo Racing WRT     | Toyota Yaris WRC       | 3 h 00 min 54 s 3 | +1 min 02 s 3  | 12     | 4      |
| 5                                          | 5        | 1   | Sébastien Ogier    | Julien Ingrassia   | M-Sport Ford WRT            | Ford Fiesta WRC        | 3 h 02 min 22 s 8 | +2 min 30 s 8  | 10     | 5      |
| 6                                          | 6        | 2   | Elfyn Evans        | Daniel Barritt     | M-Sport Ford WRT            | Ford Fiesta WRC        | 3 h 02 min 22 s 8 | +3 min 05 s 1  | 8      | 2      |
| 7                                          | 7        | 11  | Craig Breen        | Scott Martin       | Citroën Total Abu Dhabi WRT | Citroën C3 WRC         | 3 h 08 min 51 s 0 | +8 min 59 s 0  | 6      | 0      |
| 8                                          | 1        | 33  | Alberto Heller     | José Díaz          | M-Sport Ford WRT            | Ford Fiesta R5         | 3 h 22 min 20 s 5 | +22 min 28 s 5 | 4      | 0      |
| 9                                          | /        | 74  | Steve Glenney      | Andrew Sarandis    | Steve Glenney               | Škoda Fabia R5 (en)    | 3 h 26 min 53 s 8 | +27 min 01 s 8 | 2      | 0      |
| 10                                         | 8        | 21  | Jourdan Serderidis | Lara Vanneste      | M-Sport Ford WRT            | Ford Fiesta WRC        | 3 h 35 min 06 s 1 | +35 min 14 s 1 | 1      | 0      |
| WRC-2                                      |          |     |                    |                    |                             |                        |                   |                |        |        |
| 8                                          | 1        | 33  | Alberto Heller     | José Díaz          | M-Sport Ford WRT            | Ford Fiesta R5         | 3 h 22 min 20 s 5 | 0 s 0          | 25     | —      |
| 12                                         | 2        | 34  | Gianluca Linari    | Pietro Elia Ometto | Gianluca Linari             | Subaru Impreza WRX STi | 3 h 49 min 40 s 4 | +6 min 26 s 5  | 18     | —      |
| WRC-3                                      |          |     |                    |                    |                             |                        |                   |                |        |        |
| Aucun équipage WRC-3 n'a terminé le rallye |          |     |                    |                    |                             |                        |                   |                |        |        |
| Sources :,                                 |          |     |                    |                    |                             |                        |                   |                |        |        |

### Spéciales chronométrées
| WRC         |          |                                 |          |                       |                                  |               |                    |
| Jour        | Spéciale | Nom                             | Longueur | Vainqueur             | Voiture                          | Temps         | Meneur             |
| 15 novembre | —        | Bucca [Shakedown]               | 5,07 km  | Sébastien Ogier       | Ford Fiesta WRC                  | 2 min 53 s 8  | NC                 |
| 16 novembre | SS1      | Orara East 1                    | 8,77 km  | Esapekka Lappi        | Toyota Yaris WRC                 | 4 min 45 s 5  | Esapekka Lappi     |
| 16 novembre | SS2      | Coldwater 1                     | 14,12 km | Jari-Matti Latvala    | Toyota Yaris WRC                 | 7 min 56 s 3  | Jari-Matti Latvala |
| 16 novembre | SS2      | Coldwater 1                     | 14,12 km | Jari-Matti Latvala    | Toyota Yaris WRC                 | 7 min 56 s 3  | Esapekka Lappi     |
| 16 novembre | SS3      | Sherwood 1                      | 26,68 km | Mads Østberg          | Citroën C3 WRC                   | 12 min 49 s 0 | Mads Østberg       |
| 16 novembre | SS4      | Orara East 2                    | 8,77 km  | Ott Tänak             | Toyota Yaris WRC                 | 4 min 43 s 5  | Mads Østberg       |
| 16 novembre | SS5      | Coldwater 2                     | 14,12 km | Thierry Neuville      | Hyundai i20 Coupe WRC            | 7 min 51 s 1  | Mads Østberg       |
| 16 novembre | SS6      | Sherwood 2                      | 26,68 km | Craig Breen           | Citroën C3 WRC                   | 12 min 35 s 6 | Mads Østberg       |
| 16 novembre | SS7      | Destination NSW SSS18 1         | 1,27 km  | Sébastien Ogier       | Ford Fiesta WRC                  | 1 min 23 s 4  | Mads Østberg       |
| 16 novembre | SS8      | Destination NSW SSS18 2         | 1,27 km  | Ott Tänak             | Toyota Yaris WRC                 | 1 min 23 s 0  | Mads Østberg       |
| 17 novembre | SS9      | Argents Hill Reverse 1          | 13,13 km | Hayden Paddon         | Hyundai i20 Coupe WRC            | 7 min 20 s 9  | Mads Østberg       |
| 17 novembre | SS10     | Welshs Creek Reverse 1          | 28,83 km | Ott Tänak             | Toyota Yaris WRC                 | 15 min 12 s 6 | Mads Østberg       |
| 17 novembre | SS11     | Urunga 1                        | 20,11 km | Ott Tänak             | Toyota Yaris WRC                 | 11 min 32 s 3 | Jari-Matti Latvala |
| 17 novembre | SS12     | Raleigh 1                       | 1,99 km  | Elfyn Evans Ott Tänak | Ford Fiesta WRC Toyota Yaris WRC | 1 min 33 s 1  | Jari-Matti Latvala |
| 17 novembre | SS13     | Argents Hill Reverse 2          | 13,13 km | Hayden Paddon         | Hyundai i20 Coupe WRC            | 7 min 16 s 8  | Jari-Matti Latvala |
| 17 novembre | SS14     | Welshs Creek Reverse 2          | 28,83 km | Ott Tänak             | Toyota Yaris WRC                 | 15 min 01 s 4 | Ott Tänak          |
| 17 novembre | SS15     | Urunga 2                        | 20,11 km | Esapekka Lappi        | Toyota Yaris WRC                 | 11 min 32 s 5 | Ott Tänak          |
| 17 novembre | SS16     | Raleigh 2                       | 1,99 km  | Ott Tänak             | Toyota Yaris WRC                 | 1 min 32 s 2  | Ott Tänak          |
| 17 novembre | SS17     | Destination NSW SSS18 3         | 1,27 km  | Ott Tänak             | Toyota Yaris WRC                 | 1 min 23 s 1  | Ott Tänak          |
| 17 novembre | SS18     | Destination NSW SSS18 4         | 1,27 km  | Thierry Neuville      | Hyundai i20 Coupe WRC            | 1 min 24 s 1  | Ott Tänak          |
| 18 novembre | SS19     | Coramba 1                       | 15,55 km | Jari-Matti Latvala    | Toyota Yaris WRC                 | 9 min 38 s 1  | Ott Tänak          |
| 18 novembre | SS20     | Sapphire 1                      | 19,27 km | Hayden Paddon         | Hyundai i20 Coupe WRC            | 11 min 30 s 2 | Jari-Matti Latvala |
| 18 novembre | SS21     | Wedding Bells18 1               | 7,16 km  | Esapekka Lappi        | Toyota Yaris WRC                 | 4 min 14 s 9  | Jari-Matti Latvala |
| 18 novembre | SS22     | Coramba 2                       | 15,55 km | Jari-Matti Latvala    | Toyota Yaris WRC                 | 10 min 05 s 1 | Jari-Matti Latvala |
| 18 novembre | SS23     | Sapphire 2                      | 19,27 km | Jari-Matti Latvala    | Toyota Yaris WRC                 | 11 min 48 s 1 | Jari-Matti Latvala |
| 18 novembre | SS24     | Wedding Bells18 2 [Power Stage] | 7,16 km  | Sébastien Ogier       | Ford Fiesta WRC                  | 4 min 16 s 2  | Jari-Matti Latvala |
| WRC-2       |          |                                 |          |                       |                                  |               |                    |
| 15 novembre | —        | Bucca [Shakedown]               | 5,07 km  | Alberto Heller        | Ford Fiesta R5                   | 3 min 08 s 9  | NC                 |
| 16 novembre | SS1      | Orara East 1                    | 8,77 km  | Alberto Heller        | Ford Fiesta R5                   | 5 min 12 s 9  | Alberto Heller     |
| 16 novembre | SS2      | Coldwater 1                     | 14,12 km | Alberto Heller        | Ford Fiesta R5                   | 8 min 42 s 3  | Alberto Heller     |
| 16 novembre | SS3      | Sherwood 1                      | 26,68 km | Alberto Heller        | Ford Fiesta R5                   | 14 min 27 s 5 | Alberto Heller     |
| 16 novembre | SS4      | Orara East 2                    | 8,77 km  | Alberto Heller        | Ford Fiesta R5                   | 5 min 07 s 3  | Alberto Heller     |
| 16 novembre | SS5      | Coldwater 2                     | 14,12 km | Alberto Heller        | Ford Fiesta R5                   | 8 min 32 s 3  | Alberto Heller     |
| 16 novembre | SS6      | Sherwood 2                      | 26,68 km | Alberto Heller        | Ford Fiesta R5                   | 14 min 06 s 4 | Alberto Heller     |
| 16 novembre | SS7      | Destination NSW SSS18 1         | 1,27 km  | Armin Kremer          | Škoda Fabia R5 (en)              | 1 min 29 s 0  | Alberto Heller     |
| 16 novembre | SS8      | Destination NSW SSS18 2         | 1,27 km  | Pedro Heller          | Ford Fiesta R5                   | 1 min 27 s 3  | Alberto Heller     |
| 17 novembre | SS9      | Argents Hill Reverse 1          | 13,13 km | Alberto Heller        | Ford Fiesta R5                   | 8 min 00 s 9  | Alberto Heller     |
| 17 novembre | SS10     | Welshs Creek Reverse 1          | 28,83 km | Alberto Heller        | Ford Fiesta R5                   | 16 min 46 s 0 | Alberto Heller     |
| 17 novembre | SS11     | Urunga 1                        | 20,11 km | Alberto Heller        | Ford Fiesta R5                   | 12 min 55 s 0 | Alberto Heller     |
| 17 novembre | SS12     | Raleigh 1                       | 1,99 km  | Armin Kremer          | Škoda Fabia R5 (en)              | 1 min 38 s 0  | Alberto Heller     |
| 17 novembre | SS13     | Argents Hill Reverse 2          | 13,13 km | Alberto Heller        | Ford Fiesta R5                   | 7 min 55 s 1  | Alberto Heller     |
| 17 novembre | SS14     | Welshs Creek Reverse 2          | 28,83 km | Alberto Heller        | Ford Fiesta R5                   | 16 min 40 s 7 | Alberto Heller     |
| 17 novembre | SS15     | Urunga 2                        | 20,11 km | Alberto Heller        | Ford Fiesta R5                   | 12 min 52 s 7 | Alberto Heller     |
| 17 novembre | SS16     | Raleigh 2                       | 1,99 km  | Alberto Heller        | Ford Fiesta R5                   | 1 min 38 s 0  | Alberto Heller     |
| 17 novembre | SS17     | Destination NSW SSS18 3         | 1,27 km  | Alberto Heller        | Ford Fiesta R5                   | 1 min 28 s 2  | Alberto Heller     |
| 17 novembre | SS18     | Destination NSW SSS18 4         | 1,27 km  | Alberto Heller        | Ford Fiesta R5                   | 1 min 27 s 2  | Alberto Heller     |
| 18 novembre | SS19     | Coramba 1                       | 15,55 km | Pedro Heller          | Ford Fiesta R5                   | 10 min 46 s 5 | Alberto Heller     |
| 18 novembre | SS20     | Sapphire 1                      | 19,27 km | Alberto Heller        | Ford Fiesta R5                   | 13 min 07 s 3 | Alberto Heller     |
| 18 novembre | SS21     | Wedding Bells18 1               | 7,16 km  | Alberto Heller        | Ford Fiesta R5                   | 5 min 14 s 7  | Alberto Heller     |
| 18 novembre | SS22     | Coramba 2                       | 15,55 km | Alberto Heller        | Ford Fiesta R5                   | 12 min 32 s 6 | Alberto Heller     |
| 18 novembre | SS23     | Sapphire 2                      | 19,27 km | Alberto Heller        | Ford Fiesta R5                   | 15 min 01 s 2 | Alberto Heller     |
| 18 novembre | SS24     | Wedding Bells18 2               | 7,16 km  | Alberto Heller        | Ford Fiesta R5                   | 4 min 52 s 3  | Alberto Heller     |
| WRC-3       |          |                                 |          |                       |                                  |               |                    |
| 15 novembre | —        | Bucca [Shakedown]               | 5,07 km  | Enrico Brazzoli       | Citroën DS3 R3                   | 3 min 48 s 6  | NC                 |
| 16 novembre | SS1      | Orara East 1                    | 8,77 km  | Enrico Brazzoli       | Citroën DS3 R3                   | 6 min 40 s 5  | Enrico Brazzoli    |
| 16 novembre | SS2      | Coldwater 1                     | 14,12 km | Enrico Brazzoli       | Citroën DS3 R3                   | 10 min 23 s 4 | Enrico Brazzoli    |
| 16 novembre | SS3      | Sherwood 1                      | 26,68 km | Enrico Brazzoli       | Citroën DS3 R3                   | 18 min 08 s 6 | Enrico Brazzoli    |
| 16 novembre | SS4      | Orara East 2                    | 8,77 km  | Enrico Brazzoli       | Citroën DS3 R3                   | 6 min 04 s 6  | Enrico Brazzoli    |
| 16 novembre | SS5      | Coldwater 2                     | 14,12 km | Enrico Brazzoli       | Citroën DS3 R3                   | 10 min 12 s 7 | Enrico Brazzoli    |
| 16 novembre | SS6      | Sherwood 2                      | 26,68 km | Enrico Brazzoli       | Citroën DS3 R3                   | 25 min 08 s 6 | Enrico Brazzoli    |
| 16 novembre | SS7      | Destination NSW SSS18 1         | 1,27 km  | Pas de vainqueur      | Pas de vainqueur                 | NC            | Enrico Brazzoli    |
| 16 novembre | SS8      | Destination NSW SSS18 2         | 1,27 km  | Pas de vainqueur      | Pas de vainqueur                 | NC            | Enrico Brazzoli    |
| 17 novembre | SS9      | Argents Hill Reverse 1          | 13,13 km | Enrico Brazzoli       | Citroën DS3 R3                   | 9 min 24 s 8  | Enrico Brazzoli    |
| 17 novembre | SS10     | Welshs Creek Reverse 1          | 28,83 km | Enrico Brazzoli       | Citroën DS3 R3                   | 19 min 01 s 0 | Enrico Brazzoli    |
| 17 novembre | SS11     | Urunga 1                        | 20,11 km | Enrico Brazzoli       | Citroën DS3 R3                   | 15 min 03 s 4 | Enrico Brazzoli    |
| 17 novembre | SS12     | Raleigh 1                       | 1,99 km  | Enrico Brazzoli       | Citroën DS3 R3                   | 1 min 49 s 8  | Enrico Brazzoli    |
| 17 novembre | SS13     | Argents Hill Reverse 2          | 13,13 km | Enrico Brazzoli       | Citroën DS3 R3                   | 9 min 10 s 3  | Enrico Brazzoli    |
| 17 novembre | SS14     | Welshs Creek Reverse 2          | 28,83 km | Pas de vainqueur      | Pas de vainqueur                 | NC            | Pas de meneur      |
| 17 novembre | SS15     | Urunga 2                        | 20,11 km | Pas de vainqueur      | Pas de vainqueur                 | NC            | Pas de meneur      |
| 17 novembre | SS16     | Raleigh 2                       | 1,99 km  | Pas de vainqueur      | Pas de vainqueur                 | NC            | Pas de meneur      |
| 17 novembre | SS17     | Destination NSW SSS18 3         | 1,27 km  | Pas de vainqueur      | Pas de vainqueur                 | NC            | Pas de meneur      |
| 17 novembre | SS18     | Destination NSW SSS18 4         | 1,27 km  | Pas de vainqueur      | Pas de vainqueur                 | NC            | Pas de meneur      |
| 18 novembre | SS19     | Coramba 1                       | 15,55 km | Pas de vainqueur      | Pas de vainqueur                 | NC            | Pas de meneur      |
| 18 novembre | SS20     | Sapphire 1                      | 19,27 km | Pas de vainqueur      | Pas de vainqueur                 | NC            | Pas de meneur      |
| 18 novembre | SS21     | Wedding Bells18 1               | 7,16 km  | Pas de vainqueur      | Pas de vainqueur                 | NC            | Pas de meneur      |
| 18 novembre | SS22     | Coramba 2                       | 15,55 km | Pas de vainqueur      | Pas de vainqueur                 | NC            | Pas de meneur      |
| 18 novembre | SS23     | Sapphire 2                      | 19,27 km | Pas de vainqueur      | Pas de vainqueur                 | NC            | Pas de meneur      |
| 18 novembre | SS24     | Wedding Bells18 2               | 7,16 km  | Pas de vainqueur      | Pas de vainqueur                 | NC            | Pas de meneur      |

### Super spéciale
La super spéciale est une spéciale de 7,16 km courue à la fin du rallye. Elle est remportée par Sébastien Ogier, qui conclut sa dernière spéciale au volant de la Ford Fiesta WRC par un scratch.
| Pos. | Pilote             | Copilote         | Voiture          | Temps        | Diff.  | Pts. |
| ---- | ------------------ | ---------------- | ---------------- | ------------ | ------ | ---- |
| 1    | Sébastien Ogier    | Julien Ingrassia | Ford Fiesta WRC  | 4 min 16 s 2 | 0 s 0  | 5    |
| 2    | Esapekka Lappi     | Janne Ferm       | Toyota Yaris WRC | 4 min 16 s 3 | +0 s 1 | 4    |
| 3    | Mads Østberg       | Torstein Eriksen | Citroën C3 WRC   | 4 min 18 s 9 | +2 s 7 | 3    |
| 4    | Elfyn Evans        | Daniel Barritt   | Ford Fiesta WRC  | 4 min 19 s 2 | +3 s 0 | 2    |
| 5    | Jari-Matti Latvala | Miikka Anttila   | Toyota Yaris WRC | 4 min 20 s 4 | +4 s 2 | 1    |

## Classements aux championnats après l'épreuve
| WRC   |      |                          |        |
|       | Pos. | Pilote                   | Points |
|       | 1    | Sébastien Ogier          | 219    |
|       | 2    | Thierry Neuville         | 201    |
|       | 3    | Ott Tänak                | 181    |
| 1     | 4    | Jari-Matti Latvala       | 128    |
| 1     | 5    | Esapekka Lappi           | 126    |
| WRC-2 |      |                          |        |
|       | Pos. | Pilote                   | Points |
|       | 1    | Jan Kopecký              | 143    |
|       | 2    | Pontus Tidemand          | 111    |
|       | 3    | Kalle Rovanperä          | 90     |
|       | 4    | Gus Greensmith           | 70     |
|       | 5    | Łukasz Pieniążek         | 56     |
| WRC-3 |      |                          |        |
|       | Pos. | Pilote                   | Points |
|       | 1    | Enrico Brazzoli          | 98     |
|       | 2    | Taisko Lario             | 97     |
|       | 3    | Emil Bergkvist           | 86     |
|       | 4    | Denis Rådström           | 80     |
|       | 5    | Jean-Baptiste Franceschi | 79     |

| WRC   |      |                  |        |
|       | Pos. | Copilote         | Points |
|       | 1    | Julien Ingrassia | 219    |
|       | 2    | Nicolas Gilsoul  | 201    |
|       | 3    | Martin Järveoja  | 181    |
| 1     | 4    | Miikka Anttila   | 128    |
| 1     | 5    | Janne Ferm       | 126    |
| WRC-2 |      |                  |        |
|       | Pos. | Copilote         | Points |
|       | 1    | Pavel Dresler    | 143    |
|       | 2    | Jonas Andersson  | 111    |
|       | 3    | Jonne Halttunen  | 90     |
|       | 4    | Przemysław Mazur | 56     |
|       | 5    | Craig Parry      | 55     |
| WRC-3 |      |                  |        |
|       | Pos. | Copilote         | Points |
|       | 1    | Luca Beltrame    | 98     |
|       | 2    | Tatu Hämäläinen  | 97     |
|       | 3    | Johan Johansson  | 80     |
|       | 4    | Romain Courbon   | 79     |
|       | 5    | Stefan Davis     | 59     |

| WRC   |      |                             |        |
|       | Pos. | Constructeur                | Points |
|       | 1    | Toyota Gazoo Racing WRT     | 368    |
|       | 2    | Hyundai Shell Mobis WRT     | 341    |
|       | 3    | M-Sport Ford WRT            | 324    |
|       | 4    | Citroën Total Abu Dhabi WRT | 237    |
| WRC-2 |      |                             |        |
|       | Pos. | Équipe                      | Points |
|       | 1    | Škoda Motorsport II         | 150    |
|       | 2    | Škoda Motorsport            | 133    |
|       | 3    | Printsport                  | 81     |
|       | 4    | ACI Team Italia WRC         | 80     |
|       | 5    | Hyundai Motorsport          | 76     |
| WRC-3 |      |                             |        |
|       | Pos. | Équipe                      | Points |
|       | 1    | ACI Team Italia             | 83     |
|       | 2    | Castrol Ford Team Turkiye   | 67     |
|       | 3    | OT Racing                   | 62     |
|       | 4    | ADAC Sachsen                | 62     |
|       | 5    | Équipe de France FFSA Rally | 55     |